# Salzhemmendorf
Salzhemmendorf là một đô thị ở huyện Hamelin-Pyrmont, trong bang Niedersachsen, Đức. Đô thị này có diện tích 94,39 km². Đô thị này có cự ly khoảng 20 km về phía đông của Hamelin ans 31 km về phía tây của Hildesheim và bên tuyến đường 1.